# Deng Lijuan
Deng Lijuan, née le 12 mai 2000, est une grimpeuse chinoise spécialiste de l'escalade de vitesse. Elle représente la Chine aux Jeux olympiques d'été de 2024 pour l'épreuve d'escalade de vitesse, où elle remporte la médaille d'argent. Elle avait auparavant remporté plusieurs épreuves de coupe du monde, à Briançon et à Wujiang. 
Aux Jeux mondiaux de 2025 à Chengdu, elle est médaillée d'or en vitesse ainsi qu'en relais.